# Miroslavia longicaudata
Miroslavia longicaudata is een eenoogkreeftjessoort uit de familie van de Cletodidae. De wetenschappelijke naam van de soort is voor het eerst geldig gepubliceerd in 1980 door Apostolov.